# Елоді Ле Бесконд
Елоді Ле Бесконд (фр. Élodie Le Bescond; нар. 12 лютого 1980) — колишня французька тенісистка.
Найвищу одиночну позицію світового рейтингу — 264 місце досягла 11 червня 2001, парну — 249 місце — 29 квітня 2002 року.
Здобула 2 парні титули туру ITF.
Найвищим досягненням на турнірах Великого шолома було 2 коло в парному розряді.
Завершила кар'єру 2007 року.

## Фінали ITF

### Фінали в одиночному розряді (0–2)
| турніри $100,000 |
| турніри $75,000  |
| турніри $50,000  |
| турніри $25,000  |
| турніри $10,000  |

| Результат | Дата          | Категорія | Турнір                  | Покриття   | Суперниця     | Рахунок  |
| --------- | ------------- | --------- | ----------------------- | ---------- | ------------- | -------- |
| Поразка   | 26 січня 1998 | 10,000    | Dinan, Франція          | Ґрунт (i)  | Емілі Луа     | 1–6, 1–6 |
| Поразка   | 22 січня 2001 | 10,000    | Джерсі, Велика Британія | Тверде (i) | Енн Кеотавонг | 3–6, 2–6 |

### Фінали в парному розряді (2–2)
| турніри $100,000 |
| турніри $75,000  |
| турніри $50,000  |
| турніри $25,000  |
| турніри $10,000  |

| Результат | Дата           | Категорія | Турнір                      | Покриття   | Партнерка     | Суперниця                       | Рахунок            |
| --------- | -------------- | --------- | --------------------------- | ---------- | ------------- | ------------------------------- | ------------------ |
| Перемога  | 21 квітня 1997 | 10,000    | Гімарайнш, Португалія       | Тверде     | Селіма Сфар   | Кільдін Шевальє Їндра Габрішова | 6–4, 6–2           |
| Поразка   | 11 травня 1998 | 10,000    | Ле-Туке-Парі-Плаж, Франція  | Ґрунт      | Селіма Сфар   | Ваніна Казанова Роміна Оттобоні | 6–7, 0–1 ret.      |
| Перемога  | 25 червня 2000 | 10,000    | Монтемор-у-Нову, Португалія | Ґрунт      | Вікторія Курм | Анна Флоріс Джулія Меруцці      | 4–6, 6–4, 7–6(7–4) |
| Поразка   | 21 жовтня 2001 | 25,000    | Saint-Raphaël, Франція      | Тверде (i) | Анн-Лор Ейтц  | Каролін Денін Шеллі Стефенс     | 0–6, 5–7           |